# 澳門城市藝穗節
澳門城市藝穗節（葡萄牙語：Festival Fringe da Cidade de Macau）前稱為澳門藝穗節，由1999年開始舉辦活動，從回歸前澳門市政廳到現在文化局負責，活動首屆開始都是官方主辦，到2007年開放同民間藝團合作，與澳門藝術節形成分野。活動目的是一直努力培育本地文化藝術及創意人才，建立一個屬於本澳市民，普羅大眾都能投入參與的藝術活動。

## 前言
藝穗節（Fringe Festival）在世界各地都會強調文化藝術發展的國家，均十分興盛；它有別於傳統的藝術節，通常強調：創意、發展現代藝術、反映當代生活和心態、市民的參與、本土城市的特色。由於藝穗節的節目往往新穎有趣，令主辦地區生氣盎然，做成不少城市話題。除了提昇當地市民文化藝術修養之外，更能吸引各地的遊客來臨，增加城市知名度及收入。例如法國亞維儂（Avignon）和英國愛丁堡（Edinburgh）兩地的藝穗節便是當中佼佼者，特別是亞維儂，只是一個面積比澳門還小的小城，但到每年8月份的藝穗節，一個月之內，竟吸引到過百萬遊客到訪，世界各地蜂擁去演出的著名團體差不多五百個，阿維儂的全年經濟，便是靠這一個月而變得十分富裕。
澳門藝穗節對澳門市民來說，還是挺新的事物，試企遠觀外國成功的藝穗節，均經多年的對內對外推介，才能達致成功。澳門藝穗提升城市創意，吸引遊客，若能得到社會各界的支持，假以時日，期望可創造一個屬於東方的「愛丁堡藝穗節」。因此，澳門藝穗的重點，不單止在表演節目身上，更在於向市民介紹藝穗對城市的重要性，讓市民感染於一種藝穗節獨有的歡樂氣氛中；換言之，並非任何人均會進劇場看演出，但在生活上，卻受到「藝穗」的薰陶，從而重視文化藝術的存在價值。
由此可見，藝穗節的舉辦主要是希望把藝術自然地融入市民的生活中，讓澳門到處可看到藝術的景象，建立像歐洲一樣的藝術氣息，成為真正的文化城市。另外，藝穗節對本土藝術家也是意義重大，因為澳門政府也希望通過藝穗節的舉辦給予本土藝術家一個優良的表演舞台及創意空間。事實上，每一屆的藝穗節都以澳門本土的藝術團體為主要的表演嘉賓，另外也有邀請一些海外的藝術表演嘉賓來澳表演並與本土藝術團體進行交流，這樣的安排可更有效地培養一批本土藝術家，以及支持創意。

## 歷史

### 從澳門市政廳、臨時澳門市政局到民政總署獨自舉辦
負責策劃整個活動計劃的澳門市政廳文娛康體處乘著新春希望，於3月份打出充滿新意的，『澳門藝穗1999歐洲小劇場視窗』為澳門首次舉辦之藝術活動，匯集世界各地靑年藝術家，以多種不同的藝術形式，帶領澳門市民走進一個嶄新的藝術世界。澳門回歸後由臨時澳門市政局主辦的『澳門藝穗2000』，繼續邀請世界各地年青藝人和團體，於本澳展開他們活潑、充滿創意的演出和活動。
主辦單位已摸索出藝穗節的定位，其中對內强調的是創意，開放、啟發、思考；對外則强調澳門的城市形象，未來文化發展。而第三屆藝穗節的重大特點是强調與商界合作，在資源上妥善運用，打開溝通之門，從而一起建造澳門未來獨特的文化環境。至於今屆藝穗節會參考英國愛丁堡和法國亞維農擧辦藝穗活動的做法，在城市中划出一個區作為中心點，故此議事亭前地會作為中心宣傳重點，並由白馬行設定活動入口，作裝飾和宣傳，一直延伸至大三巴及噴水池，外圍位置還包括水坑尾，南灣街、新馬路、營地大街。為期三周的『澳門藝穗2002』由民政總署以「全城舞台」為理念，意思是把整個活動的表演舞台概念著眼於全城，强調表演或活動要與地點相協調、整合。主辦單位希望經過一段時日的努力，就未來的「藝穗節」發展至有中、歐韻味的特色活動。

### 2006年開放本地民間藝團共同合作
為讓活動的未來推向更遠，並逐步讓藝穗節獨立起來，活動單位有意讓開放民間藝團參與。有意承辦的團體可以任何形式構思，而遞交承辦計劃書的方式會分三個階段進行。第一階段：有意承辦的團體可以任何形式構思其理想的澳門藝穗節，並於今年8月4日前遞交建議方向，內容應包括澳門藝穗節的發展方向，分析，節目選材，承辦團體介紹等。第二階段：所有遞交建議方向的團體均被邀8月10日至14日間，與民政總署代表面談，交換意見。若有需要民政總署會於8月16日召開意見分享會，讓藝術工作者給予更多的意見。第三階段：有意承辦的團體於9月8日前遞交承辦計劃書，當中可以有完全落實的節目。由於本澳及外地代表選出最適合的承辦團體和承辦計劃書，於9月22日前通知中選的承辦組織，準備最後完整落實的承辦計劃書。承辦團體於10月27日前落實節目和方向，給民政總署通過方案。對於活動下放予民間承辦，此舉引起關注本澳文化藝術發展人士的注意，孰好孰壞見仁見智，評價不一，但卻普遍對本澳民間藝術團體承接能力存在質疑，貿然把發展中的藝穗節由官辦轉為民辦確實冒險，因此，希望有關方面能更審慎、周詳地考慮下放對象，為使藝穗節活動逐步獨立，卻令一個有潛質的藝術活動漸漸消亡。

### 易名「城市藝穗節」
活動單位希望為澳門打造一個能提升澳門市民創意思維、增強歸屬感、讓本澳藝術工作者及市民都能投入參與的藝穗節，更希望借助本澳的城市特色，讓藝穗節成為本澳重要的文化節慶，使澳門成為不一樣的文化旅遊都市。為更突顯藝穗節勇於求變的精神，令市民對它的發展路向越見清晰，因此，從2009年把『澳門藝穗節』易名為『澳門城市藝穗節』。2009年第九屆以澳門城市特色，開闊藝術平台，培養創意人材為今年的目標。其整體演出概念發展出一條藝術連線，亦增加「加料」節目以帶動更多不同層面的人參與藝穗節。

### 由文化局易手
由文化局的演藝發展廳長楊子健表示，過往十一月舉行的藝穗節，2017年開始改為一月中舉行，定位以前衛、具前瞻性、實驗性的作品為主，當中佔大部分是本地創作，希望藉活動推動本地藝術策劃，並計劃設藝術推介平台，邀請兩岸四地的劇場負責人參與和觀看本地劇團作品活動，透過對接機制，為本澳藝術作品帶到不同的地方，有關模式在2016年藝術節已嘗試，邀請了十多個不同地方的劇場藝團負責人來澳參與。藝穗節轉由文化局主辦後，取消了巡遊，而首次舉辦了節慶圍城，特邀亞洲多個大型藝團領軍人物，分享各地藝術節慶及駐場藝術家計劃，以助本地藝團瞭解參與方法及支援，建立合作網絡。亦設有環境舞蹈劇場研習工作坊、特定社群藝術工作者工作坊及藝穗評地，讓觀眾與藝人及藝評人深入交流。澳門城市藝穗節多年來以『全城舞台、處處觀眾、人人藝術家』為口號，由本地與來自五湖四海的藝術家，運用天馬行空的概念，透過小城的大街小巷創造屢屢革新的觀演經驗，共同打造澳門城市藝穗節的個性。第十六屆澳門城市藝穗節將延續這份創作理念，並銳意開通更多渠道，積極打造交流平台，鼓勵本地藝術家、製作人及藝術工作者參與其中。

### 三年疫情
2020年藝穗節在一月中旬完結後，疫症便爆發，成為政府全年唯一順利舉辦的藝術節慶。之後開始防疫常態化，凡進入演出場館觀演，必須做足防疫措施，保持安全距離。與官方主導的國際音樂節或藝術節相比，2021年與2022年的城市藝穗節能如期開辦，來之不易，暫不因疫情影響而停辦。本澳疫情防控工作已超過兩年，以往大批觀眾進場看演出的場面不再，適時調整為安全觀演模式，嚴控人數，減少群聚。然而疫情怎樣反覆變化，大眾藝文生活總不能缺位。現階段而言，諸多藝文演出或展覽等大多採取線上模式，善用網絡，另闢蹊徑。

### 復常往後
澳門因2023年正式解除所有防疫政策後停辦一年，相隔一年後第二十二屆藝穗節以『遊·戲＿新天地』為題，多項特色節目陸續登場，拉闊 x 藍色 x 音樂會以四種藍色為主軸創作的樂曲和本地導演丁冠濠精心製作的影像，配以7位本地及台灣樂手的即興演奏，探討音樂的藝術表現形式。除了一系列精彩的節目外，亦設有多項延伸活動。自由步——肢體開發工作坊分別設有藝術家及公眾專場，台灣編舞家蘇威嘉將分享多年的排練經驗，以及練習方法，帶領學員在自由舞動中探索身體，創造身體的無限可能。

## 歷年活動時間
| 屆數                              | 舉辦日期                 | 主題               | 備注                                                                                |            |            |            |            |
| 澳門藝穗節                        | 澳門藝穗節               | 澳門藝穗節         | 澳門藝穗節                                                                          | 澳門藝穗節 | 澳門藝穗節 | 澳門藝穗節 | 澳門藝穗節 |
| --------------------------------- | ------------------------ | ------------------ | ----------------------------------------------------------------------------------- | ---------- | ---------- | ---------- | ---------- |
| 第一屆                            | 1999年3月6日至28日       | 歐洲小劇場視窗     |                                                                                     |            |            |            |            |
| 第二屆                            | 2000年10月27日至11月19日 |                    |                                                                                     |            |            |            |            |
| 第三屆                            | 2001年10月27日至11月18日 |                    |                                                                                     |            |            |            |            |
| 第四屆                            | 2002年10月24日至11月17日 | 全城舞台           |                                                                                     |            |            |            |            |
| 第五屆                            | 2003年11月1日至23日      |                    |                                                                                     |            |            |            |            |
| 第六屆                            | 2004年10月15日至11月14日 |                    |                                                                                     |            |            |            |            |
| 第七屆                            | 2005年10月22日至11月6日  |                    |                                                                                     |            |            |            |            |
| 第八屆                            | 2007年11月10日至25日     |                    | 從今屆起官方退居成為提供資源的主要機構，進而邀請民間藝團參與承辦。                  |            |            |            |            |
| 澳門城市藝穗節                    |                          |                    |                                                                                     |            |            |            |            |
| 第九屆                            | 2009年4月10日至26日      | 塔石藝墟           | 今屆開始改名為「澳門城市藝穗節」                                                    |            |            |            |            |
| 第十屆                            | 2010年11月12日至28日     |                    |                                                                                     |            |            |            |            |
| 第十一屆                          | 2011年11月18至12月4日    | 藝術走路，四圍開道 |                                                                                     |            |            |            |            |
| 第十二屆                          | 2012年11月10日至25日     |                    |                                                                                     |            |            |            |            |
| 第十三屆                          | 2013年11月9至24日        |                    |                                                                                     |            |            |            |            |
| 第十四屆                          | 2014年11月1日至16日      | 回看生活，遇見藝術 |                                                                                     |            |            |            |            |
| 第十五屆                          | 2015年11月1日至15日      | 你的神奇故事       |                                                                                     |            |            |            |            |
| 第十六屆 （页面存档备份，存于）   | 2017年1月13日至22日      | 腦作藝穗，日日嘗鮮 | 由文化局正式接手，並改為一月舉行                                                    |            |            |            |            |
| 第十七屆 （页面存档备份，存于）   | 2018年1月12日至21日      | 尋寶               |                                                                                     |            |            |            |            |
| 第十八屆 （页面存档备份，存于）   | 2019年1月11日至27日      | 非·日常            |                                                                                     |            |            |            |            |
| 第十九屆                          | 2020年1月10日至19日      | 搞作無譜，地膽帶路 |                                                                                     |            |            |            |            |
| 第二十屆 （页面存档备份，存于）   | 2021年1月20日至31日      | 人人藝術家         |                                                                                     |            |            |            |            |
| 第二十一屆 （页面存档备份，存于） | 2022年1月12日至23日      | 破隔               | 原定於23日舉行的『Fringe Exchange：節慶連線』，因三位嘉賓受疫情影響而未能來澳而取消 |            |            |            |            |
| 第二十二屆 （页面存档备份，存于） | 2024年1月17日至28日      | 遊·戲＿新天地      | 疫情復常後停辦一年後重新復辦                                                        |            |            |            |            |
| 第二十三屆                        | 2025年9月5日至28日       | 城市漫遊           |                                                                                     |            |            |            |            |

## 爭議

### 《造美之城》「因故」取消事件
活動原訂自1月23日起一連三晚在市政署大樓舉行，但在1月24日的第二場演出前突然被喊停，觀眾及藝文界人士均對此感到錯愕，因相關演出兩個月前才剛在深圳蛇口戲劇節上演。文化局在1月25日的文化發展諮詢委員會介紹今年首季重點藝文活動，在會上有記者問及《造美之城》被取消一事，文化局局長梁惠敏在回應記者問及該活動於藝穗節被取消一事時指，該演出內容跟當初提交的資料、獲選時「局方的理解有出入」。在看完第一場綵排後，當局雖跟演出團體協商，仍未見調整。局方根據章程有最終解釋權和決定權，因此決定取消24日及25日晚上的演出。到底該演出具體有哪些內容犯禁或跟部門的理解不一，局方則沒有進一步闡明。
對於被指「演出內容與原計劃不符」，《造美之城》監製Sarah受訪時澄清，劇團無論對文化局還是觀眾也沒有任何隱瞞，申請資料一開始已表明這是一個變裝皇后的演出，也有提交之前在深圳的劇照。無論局方要求甚麼資料，他們都有提供。藝穗節官網上，也清楚標示演出內容有粗口、裸露、成人情節，只有十八歲以上人士可以入場。Sarah稱，在演出前一天，文化局已全程錄影綵排過程。當晚他們收到長長的修改「建議」，其中包括：要求演員跳出場舞時穿上皮草遮蓋身體；性感不能跟龍有關連，其中一條有龍型花紋的白色長裙要撤換；甚至連演員穿的肉色絲襪也要換成深色絲襪。Sarah說劇團不是沒有讓步，最終也同意讓演員開場穿上皮草，還有其他演出要求，但問題是當退了一步，後面不知還有幾多步要退，「變裝皇后是專業的演出者，選擇甚麼衣服包含他們對角色的詮釋。不斷要求纂改他們的戲服，是否也是對演出者的不尊重？」除了衣著，在第一天公演前，文化局高層仍然不斷質疑在市政署大樓演出的適當性，並要求劇團注意演出內容，但卻未有明言哪一部分有問題。Sarah直言這樣的「溝通」令創作者無所適從，「前一天文化局的職員有錄影、有現場監察，當時已經下午六點幾，距離演出只剩下兩小時。如果有問題，我請他們直接說哪一分哪一秒哪一個鏡頭有問題，這樣我們才知要怎樣調整，不可能這樣丟出一個空泛的概念讓我們去猜。」這次《造美之城》突然出現意外的反覆，會否跟創作團隊周日(21) 包車在巴士的舞蹈演出受到部份網民言論攻擊有關？Sarah表示不想作出過多推測，但事後的確獲得文化部門更多關注。她表示，周日在包車內的演出活動，已事先在車窗貼上顏色紙遮擋。因應相關部門的疑慮，這次《造美之城》首場公演也提示在場觀眾不要錄影及拍照，創作團隊已盡了相關責任，影像外流的可能性不應變成懲罰劇團的理由。

對於取消《造美之城》 決定，本澳首個LGBT關注團體——澳門彩虹創會理事長林嘉龍坦言對此感到「出奇」，但此舉開了一個比較壞的先例，且讓人感到擔憂。他又稱，根據已知的資訊，不難令人聯想到文化局想調整該劇成為「佢想要的事，而唔係劇組想表達出來。其實，這個是一個比較壞的先例，未來文化局可能會做類似的動作：我（局方）覺得不滿意你（創作）這一部分，你就要改；如果你唔肯改、你唔聽話，我就取消你（資格）」，當局不讓劇組自己去選擇怎樣去呈現創作理念。這亦都引申出來便是佢唔建議市民去男穿女裝、女穿男裝，即便這些是無傷大雅的選擇，他們（當局）亦都接受不了。」林嘉龍又表示，以性別角度去看這事件，亦難以理解以往「內容更爆」的演出如《陰道獨話》都可以在澳進行，為何突然間便不能了。但事實便顯示，文化局對多元性別議題包容度在倒退，且「絕對打擊」想在大眾眼前真實展現自己的性小眾或者變裝人士。他坦言，文化局的做法讓性小眾意識到原來當局連以藝術來包裝都不能接受，「更何況在日常生活咁樣去表達自己？對於佢哋想自由地表達自己喜好⋯⋯呢個絕對係一個很大的打擊，甚至是一種傷害。」然而，政府不會想到這一點。

## 另見
- 愛丁堡國際藝穗節
- 臺北藝穗節

## 外部連結
- 澳門城市藝穗節官方網站 （页面存档备份，存于）